# We Are Young
We Are Young is een single van de Amerikaanse indiepopband Fun., gezongen met de zangeres Janelle Monáe. De single werd uitgebracht op 20 september 2011. Het is de eerste single van Fun.'s tweede album, Some nights, en werd ook als eerste geschreven en opgenomen. In zowel de Verenigde Staten als in Nederland werd het een grote hit. In de Verenigde Staten staat hij al enkele weken op de eerste plaats in de Billboard Hot 100 en in Nederland in de Single Top 100 op nummer 40. De single behaalde vooral succes met de versie die werd gebruikt bij de televisieserie Glee. Chevrolet gebruikte het nummer voor een reclamespot tijdens Super Bowl XLVI. De single maakte de band een internationaal succes en behaalde zijn hoogtepunt in april 2012 toen het de eerste plaats behaalde in de Billboard Hot 100. Janelle Monáe werd gevraagd om mee te zingen omdat producent Bhasker bevriend met haar was.
In de videoclip treedt de band op op het podium bij een bar wanneer een rel uitbreekt. De meeste scènes zijn genomen in slow motion en de andere scènes in normale snelheid. De videoclip start met een shot van een meisje dat een sms'je stuurt met daarin "NOW!", wat het startsein is voor de rel. Als het meisje haar mobiele telefoon weggooit start het refrein en ook het gevecht. In slow motion wordt door de bar voedsel gegooid en vliegen, vallen en rennen mensen. Janelle Monáe loopt na het tweede refrein naar het midden van de bar en zingt dan haar solo (eerste gedeelte in normale snelheid, tweede gedeelte in slow motion). De videoclip eindigt als het meisje wegrent uit de bar en de band die het lied beëindigt.
In 2013 won het nummer de Grammy Award voor Song of the Year.

## Hitnoteringen

### Nederlandse Top 40
| Hitnotering: 10-03-2012 t/m 11-08-2012 | Hitnotering: 10-03-2012 t/m 11-08-2012 | Hitnotering: 10-03-2012 t/m 11-08-2012 | Hitnotering: 10-03-2012 t/m 11-08-2012 | Hitnotering: 10-03-2012 t/m 11-08-2012 | Hitnotering: 10-03-2012 t/m 11-08-2012 | Hitnotering: 10-03-2012 t/m 11-08-2012 | Hitnotering: 10-03-2012 t/m 11-08-2012 | Hitnotering: 10-03-2012 t/m 11-08-2012 | Hitnotering: 10-03-2012 t/m 11-08-2012 | Hitnotering: 10-03-2012 t/m 11-08-2012 | Hitnotering: 10-03-2012 t/m 11-08-2012 | Hitnotering: 10-03-2012 t/m 11-08-2012 | Hitnotering: 10-03-2012 t/m 11-08-2012 |
| Week:                                  | 1                                      | 2                                      | 3                                      | 4                                      | 5                                      | 6                                      | 7                                      | 8                                      | 9                                      | 10                                     | 11                                     | 12                                     |                                        |
| -------------------------------------- | -------------------------------------- | -------------------------------------- | -------------------------------------- | -------------------------------------- | -------------------------------------- | -------------------------------------- | -------------------------------------- | -------------------------------------- | -------------------------------------- | -------------------------------------- | -------------------------------------- | -------------------------------------- | -------------------------------------- |
| Positie:                               | 34                                     | 33                                     | 31                                     | 38                                     | 35                                     | 37                                     | 28                                     | 19                                     | 11                                     | 7                                      | 6                                      | 5                                      |                                        |
| Week:                                  | 13                                     | 14                                     | 15                                     | 16                                     | 17                                     | 18                                     | 19                                     | 20                                     | 21                                     | 22                                     | 23                                     |                                        |                                        |
| Positie:                               | 6                                      | 9                                      | 11                                     | 13                                     | 10                                     | 10                                     | 11                                     | 14                                     | 15                                     | 26                                     | 33                                     | uit                                    |                                        |

### NederlandseSingle Top 100
| Hitnotering: 03-03-2012 t/m 25-08-2012 | Hitnotering: 03-03-2012 t/m 25-08-2012 | Hitnotering: 03-03-2012 t/m 25-08-2012 | Hitnotering: 03-03-2012 t/m 25-08-2012 | Hitnotering: 03-03-2012 t/m 25-08-2012 | Hitnotering: 03-03-2012 t/m 25-08-2012 | Hitnotering: 03-03-2012 t/m 25-08-2012 | Hitnotering: 03-03-2012 t/m 25-08-2012 | Hitnotering: 03-03-2012 t/m 25-08-2012 | Hitnotering: 03-03-2012 t/m 25-08-2012 | Hitnotering: 03-03-2012 t/m 25-08-2012 | Hitnotering: 03-03-2012 t/m 25-08-2012 | Hitnotering: 03-03-2012 t/m 25-08-2012 | Hitnotering: 03-03-2012 t/m 25-08-2012 | Hitnotering: 03-03-2012 t/m 25-08-2012 |
| Week:                                  | 1                                      | 2                                      | 3                                      | 4                                      | 5                                      | 6                                      | 7                                      | 8                                      | 9                                      | 10                                     | 11                                     | 12                                     | 13                                     | 14                                     |
| -------------------------------------- | -------------------------------------- | -------------------------------------- | -------------------------------------- | -------------------------------------- | -------------------------------------- | -------------------------------------- | -------------------------------------- | -------------------------------------- | -------------------------------------- | -------------------------------------- | -------------------------------------- | -------------------------------------- | -------------------------------------- | -------------------------------------- |
| Positie:                               | 63                                     | 49                                     | 51                                     | 46                                     | 47                                     | 40                                     | 29                                     | 17                                     | 14                                     | 15                                     | 10                                     | 10                                     | 14                                     | 16                                     |
| Week:                                  | 15                                     | 16                                     | 17                                     | 18                                     | 19                                     | 20                                     | 21                                     | 22                                     | 23                                     | 24                                     | 25                                     | 26                                     |                                        |                                        |
| Positie:                               | 20                                     | 19                                     | 13                                     | 18                                     | 21                                     | 19                                     | 24                                     | 42                                     | 37                                     | 66                                     | 58                                     | 76                                     | uit                                    |                                        |

### VlaamseUltratop 50
| Hitnotering: 14-04-2012 t/m 15-09-2012 | Hitnotering: 14-04-2012 t/m 15-09-2012 | Hitnotering: 14-04-2012 t/m 15-09-2012 | Hitnotering: 14-04-2012 t/m 15-09-2012 | Hitnotering: 14-04-2012 t/m 15-09-2012 | Hitnotering: 14-04-2012 t/m 15-09-2012 | Hitnotering: 14-04-2012 t/m 15-09-2012 | Hitnotering: 14-04-2012 t/m 15-09-2012 | Hitnotering: 14-04-2012 t/m 15-09-2012 | Hitnotering: 14-04-2012 t/m 15-09-2012 | Hitnotering: 14-04-2012 t/m 15-09-2012 | Hitnotering: 14-04-2012 t/m 15-09-2012 | Hitnotering: 14-04-2012 t/m 15-09-2012 |
| Week:                                  | 1                                      | 2                                      | 3                                      | 4                                      | 5                                      | 6                                      | 7                                      | 8                                      | 9                                      | 10                                     | 11                                     | 12                                     |
| -------------------------------------- | -------------------------------------- | -------------------------------------- | -------------------------------------- | -------------------------------------- | -------------------------------------- | -------------------------------------- | -------------------------------------- | -------------------------------------- | -------------------------------------- | -------------------------------------- | -------------------------------------- | -------------------------------------- |
| Positie:                               | 36                                     | 11                                     | 7                                      | 6                                      | 7                                      | 5                                      | 5                                      | 6                                      | 6                                      | 8                                      | 9                                      | 10                                     |
| Week:                                  | 13                                     | 14                                     | 15                                     | 16                                     | 17                                     | 18                                     | 19                                     | 20                                     | 21                                     | 22                                     | 23                                     |                                        |
| Positie:                               | 13                                     | 14                                     | 17                                     | 17                                     | 19                                     | 25                                     | 25                                     | 36                                     | 42                                     | 48                                     | 50                                     | uit                                    |

### NPO Radio 2 Top 2000
We Are Young stond alleen in 2013 in de NPO Radio 2 Top 2000, op plek 1574.